# Nicolette Krebitz
 (avril 2016).
Si vous disposez d'ouvrages ou d'articles de référence ou si vous connaissez des sites web de qualité traitant du thème abordé ici, merci de compléter l'article en donnant les références utiles à sa vérifiabilité et en les liant à la section « Notes et références ».
Nicolette Krebitz, née à Berlin (Allemagne) le 2 septembre 1972, est une réalisatrice, scénariste, actrice, mannequin et chanteuse allemande. Elle est souvent créditée du surnom « Coco » dans ses œuvres de création.

## Filmographie partielle

### Au cinéma

#### Comme actrice
- 1984 : Sigi, der Straßenfeger : Willy
- 1988 : Bruder und Schwester
- 1990 : Der achte Tag : Sylvie
- 1993 : Domenica : Domenica adolescente
- 1993 : Durst : Sabine
- 1995 : Im Sog des Bösen : Anna Richter
- 1995 : Looosers! : Letzter Partygast
- 1996 : Tempo : Clarissa
- 1996 : Killer Kondom (Kondom des Grauens)
- 1997 : Bandits : Angel
- 1998 : Tempo : Clarissa
- 1998 : Candy : Candy
- 1999 : Long Hello and Short Goodbye : Melody
- 2000 : Fandango : Shirley Maus
- 2001 : Le Tunnel (Der Tunnel) : Friederike 'Fritzi' Scholz
- 2001 : Jeans : Coco
- 2001 : Les Hommes de Sa Majesté (All the Queen's Men) : Romy
- 2004 : Zwischen Nacht und Tag : Vera
- 2006 : High Maintenance (court métrage) : Jane
- 2006 : Wir sagen miteinander schlafen und meinen miteinander ganz wach sein
- 2009 : Liebeslied : Dinah
- 2009 : Pihalla
- 2010 : Sous toi, la ville : Svenja Steve
- 2011 : Lollipop Monster : Kristina
- 2011 : Dresden 1-2-3: Kurztrip : Frau
- 2011 : Pariser Platz - Berlin : Hannah
- 2012 : Achill
- 2012 : Draussen ist Sommer : Anna
- 2013 : Der blinde Fleck : Lise Chaussy
- 2014 : Besser als nix : Olga Petrowa

#### Comme réalisatrice
- 2001 : Jeans
- 2001 : 99 Euro Films[1] (99euro-films) — segment Mon chérie
- 2007 : Le cœur est une étrange forêt obscure (de) (Das Herz ist ein dunkler Wald)
- 2009 : Fragments d'Allemagne (Deutschland 09 - 13 kurze Filme zur Lage der Nation) — segment Die Unvollendete
- 2016 : Sauvage (Wild)
- 2022 : A E I O U - Alphabet rapide de l'amour (A E I O U – Das schnelle Alphabet der Liebe)